# تازه‌آباد (چالوس)
تازه آباد، روستایی است از توابع بخش مرکزی شهرستان چالوس در استان مازندران ایران.

## جمعیت
این روستا در دهستان کلارستاق شرقی قرار دارد و براساس سرشماری مرکز آمار ایران در سال ۱۳۸۵، جمعیت آن ۱۰۴۲ نفر (۲۷۲خانوار) بوده‌است. مردم تازه اباد از قومیت طبری هستند. مردم تازه آباد به زبان طبری با گویش چالوسی سخن می‌گویند.